# Мис Сирве
57°54′35″ пн. ш. 22°03′20″ сх. д. / 57.90972° пн. ш. 22.05556° сх. д.
Сирве (ест. Sõrve säär, нім. Kap Zerel) — мис, крайня південна точка Моонзундського архіпелагу, розташований на острові Сааремаа, що омивається водами Ірбенської протоки, яка відокремлює Ризьку затоку від Балтійського моря.

## Географія
Мис розташований на півострові Сирве в провінції Сааремаа, за 230 км на північний захід від Таллінна. Відстань до мису Колкасрагс (Курземський півострів, Латвія) – 34,4 км. Мис дуже вузький, завдовжки майже 1,5 км і впадає в море біля Ірбенської протоки. На мисі знаходиться маяк Сирве (ест. Sõrve tuletorn). Довкола продовжується підводним рифом, а також островами Ломбімаа та Вестюкк.
Відомий також за розташованою поруч із ним береговою батареєю № 43, яка брала участь у Моонзундській битві.